# Meteorus ottus
Meteorus ottus är en stekelart som beskrevs av Trevor Huddleston 1983. Meteorus ottus ingår i släktet Meteorus och familjen bracksteklar. Inga underarter finns listade i Catalogue of Life.